# 緝凶：飛機炸彈客
《緝凶：大學航空炸彈客》是一部由安德魯·索德羅斯基、吉姆·克萊門特以及托尼·吉特爾松創作的美國懸疑犯罪劇情電視劇。劇集由山姆·沃辛頓和保羅·彼特尼主演，講述联邦调查局（FBI）追緝「大學航空炸彈客」（Unabomber）泰德·卡辛斯基的真實犯罪故事，於2017年8月1日在探索頻道首播。

## 主演
- 山姆·沃辛頓 飾 詹姆士·R·菲茲傑拉德（英语：James R. Fitzgerald）
- 保羅·彼特尼 飾 泰德·卡辛斯基（Ted Kaczynski）
- 杰里米·鲍勃（英语：Jeremy Bobb） 飾 斯坦·科爾（Stan Cole）
- 姬莎·卡索-休斯 飾 塔比·米爾格瑞姆（Tabby Milgrim）
- 琳恩·柯林斯 飾 娜塔莉·羅傑斯（Natalie Rogers）
- 布賴恩·F·奧伯恩（英语：Brían F. O'Byrne） 飾 弗蘭克·麥考派（Frank McAlpine）
- 伊麗莎白·雷澤爾（英语：Elizabeth Reaser） 飾 埃莉·菲茲傑拉德（Ellie Fitzgerald）
- 本·韋伯（英语：Ben Weber (actor)） 飾 安迪·吉內利（Andy Genelli）
- 克里斯·诺斯 飾 唐·阿克曼（Don Ackerman）

## 劇集
| 集數 | 標題                                                         | 導演            | 編劇                                                                     | 首播日期      | 美國收視人數 （百萬） |
| ---- | ------------------------------------------------------------ | --------------- | ------------------------------------------------------------------------ | ------------- | --------------------- |
| 1    | 大学航空炸弹 UNABOM                                          | 格雷格·耶泰纳斯 | 安德魯·索德羅斯基                                                        | 2017年8月1日  | 1.250                 |
| 2    | 原髓 Pure Wudder                                             | 格雷格·耶泰纳斯 | 劇本創作 ：吉姆·克萊門特 & 托尼·吉特爾松 故事構思 ：安德魯·索德羅斯基    | 2017年8月1日  | 1.250                 |
| 3    | 毒树果实理论 Fruit of the Poisonous Tree                     | 格雷格·耶泰纳斯 | 馬克斯·赫維茲（Max Hurwitz）                                                        | 2017年8月8日  | 0.904                 |
| 4    | 不发表就死亡 Publish or Perish                               | 格雷格·耶泰纳斯 | 尼克·湯恩（Nick Towne）                                                            | 2017年8月15日 | 0.940                 |
| 5    | 庇护所 Abri                                                  | 格雷格·耶泰纳斯 | 劇本創作 ：吉姆·克萊門特 & 托尼·吉特爾松 故事構思 ：史蒂文·卡茨（Steven Katz）      | 2017年8月22日 | 0.928                 |
| 6    | 泰德 Ted                                                     | 格雷格·耶泰纳斯 | 安德魯·索德羅斯基                                                        | 2017年8月29日 | 1.114                 |
| 7    | 林肯 Lincoln                                                 | 格雷格·耶泰纳斯 | 劇本創作 ：尼克·申克；吉姆·克萊門特 & 托尼·吉特爾松 故事構思 ：尼克·申克 | 2017年9月5日  | 1.022                 |
| 8    | 美国政府起诉泰德·约翰·卡辛斯基 USA vs. Theodore J. Kaczynski | 格雷格·耶泰纳斯 | 安德魯·索德羅斯基                                                        | 2017年9月12日 | 0.930                 |

## 拍攝
据當地媒體報道，劇集主體拍攝在美國佐治亞州亞特蘭大都市區進行。

## 發行
獅門家庭娛樂在2017年12月26日發行本劇藍光光碟和。
網飛於2017年11月拿到劇集版權，并於同年12月12日在全世界多個地區上映。

## 評價
《緝凶》在評論網站爛番茄上得到92%的正面評價，以及24位評論家7.86/10的平均打分。

## 備注
1. ↑  1979年聯邦調查局牽頭組建的專案組根據凶手將大學和航空公司作爲郵包炸彈目標的犯罪手法將案件代號定名爲「大學航空炸彈」，[1]凶手泰德·卡辛斯基由此得名「大學航空炸彈客」，網飛亦將本劇第一集標題"UNABOM"譯作《大學航空炸彈》。[2]
2. ↑  安德魯·索德羅斯基、吉姆·克萊門特和托尼·吉特爾松的姓名英文拼寫為、和。

## 相關鏈接
- 泰德·卡辛斯基

## 外部連結
- 在Netflix上觀看《緝凶》
- 互联网电影数据库（IMDb）上《緝凶》的资料（英文）